# Chliple
Chliple – wieś na Ukrainie w obwodzie lwowskim, rejon mościski, położona 16 km na zachód od Rudek, na północ od Chyrowa i Felsztyna.

## Przynależność
Wieś położona w 1589 r. w ziemi przemyskiej województwa ruskiego. Do 1772 r. w ziemi lwowskiej województwa ruskiego. Pod koniec XIX w. częścią wsi była Wola Sudkowska. Do 1918 r. w powiecie rudeckim w prowincji Galicja. Do 1934 r. w II Rzeczypospolitej samodzielna gmina jednostkowa. Następnie do 17 września 1939 należała do zbiorowej wiejskiej gminy Pnikut w powiecie mościskim w województwie lwowskim. Po II wojnie światowej wieś weszła w struktury administracyjne ZSRR.
Do roku 1939 parafia greckokatolicka z filiami: Sudkowice, Wola Sudkowska i Wola Chlipleńska. Chliple należały do dekanatu Komarno, diecezji przemyskiej. Rzymskokatolicka parafia w Radenicach. W 1880 r. wieś liczyła 590 osób.

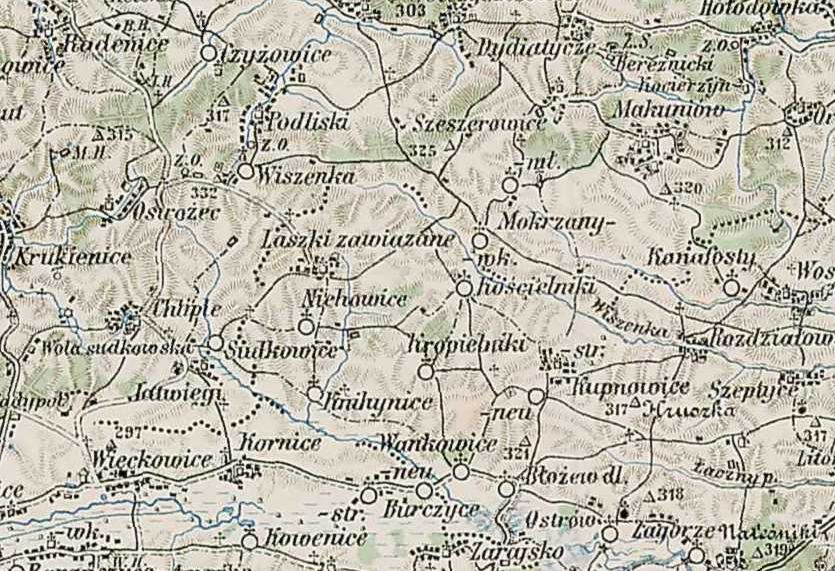
Chliple, Radenice, Szeptyce na mapie z roku 1895

## Historia
Wieś szlachecka, własność Fredrów; nadana Fryderykowi Frydruszowi Herburtowi Fryderykowi  zwanemu Pawcze w roku 1374 przez księcia Władysława Opolczyka. Od niego wywodzi się linia rodowa, do której należeli m.in. Fryderyk Herburt, Piotr Herburt (1485–1532), Mikołaj Herburt Odnowski i Elżbieta Herburt żona księcia Janusza Radziwiła.
Współwłaścicielem wsi był również Miklasz Herburt, który w 18 kwietnia 1436 roku sprzedał wieś Fryderykowi Myssnarowi Jaćmirskiemu. W wyniku sporu wieś została rok później zwrócona ponownie Fryderykowi Herburtowi dnia 25 listopada 1437. W następnych latach wieś zastawna, którą dzierżawili Kostek i Kruszynka.
Wieś była własnością Mariana Lisowskiego, została spustoszona w czasie najazdu tatarskiego w 1672 roku.
W 1944 nacjonaliści ukraińscy z OUN – UPA zamordowali tutaj 14 Polaków.